# Mercury Glacier (glaciär i Antarktis, lat -71,53, long -68,27)
Mercury Glacier är en glaciär i Antarktis. Den ligger i Västantarktis. Argentina, Chile och Storbritannien gör anspråk på området. Mercury Glacier ligger 223 meter över havet.
Terrängen runt Mercury Glacier är kuperad åt sydväst, men åt nordost är den platt. Terrängen runt Mercury Glacier sluttar österut. Trakten är obefolkad. Det finns inga samhällen i närheten.